# 朗厄福爾豪特宮
朗厄福爾豪特宮（荷蘭語：Paleis Lange Voorhout，荷蘭語發音：[paːˈlɛis ˈlɑŋə voːrˈɦʌut]）是位於荷蘭城市海牙的一座建築，設計於1760年，曾是荷蘭王室的宮殿。

## 外部連結
维基共享资源上的相關多媒體資源：朗厄福爾豪特宮
52°05′00″N 4°18′50″E / 52.0833°N 4.3138°E